# Alexis Gruss sénior
Pour les articles homonymes, voir Alexis Grüss.
 (février 2010).
Si vous disposez d'ouvrages ou d'articles de référence ou si vous connaissez des sites web de qualité traitant du thème abordé ici, merci de compléter l'article en donnant les références utiles à sa vérifiabilité et en les liant à la section « Notes et références ».
Alexis Gruss Sénior, né le 30 mars 1909 à Briey et mort le 3 février 1985 à Paris 12e, est un artiste de cirque français, faisant partie d'une grande famille du cirque en France.
Il est notamment connu pour son travail dans plusieurs enseignes circassiennes telles que Gruss-Jeannet, Radio-Circus, et le Cirque Medrano. En 1975, il reçoit le prestigieux Clown d'Or du Festival international du cirque de Monte-Carlo, devenant ainsi le premier artiste français à obtenir cette distinction. En 1978, il est nommé chevalier des Arts et des Lettres par le ministre de la Culture, Michel d'Ornano.
Alexis Gruss Sénior laisse derrière lui un héritage remarquable dans le monde du cirque en France, ayant contribué à son évolution et à sa renommée internationale.

## Parcours
Alexis Grüss senior, associé à son ami Lucien Jeannet (1902-1977) et à son frère André Grüss (1919-2003), a laissé une empreinte indélébile dans l'histoire du cirque à partir de 1943 à travers diverses entreprises, telles que Gruss-Jeannet, Radio-Circus, Medrano voyageur, le premier Cirque Jean Richard, et le Grand Cirque de France.
En 1975, il a reçu le prestigieux Clown d'Or du Festival international du cirque de Monte-Carlo des mains du prince Rainier III de Monaco, devenant ainsi le premier artiste français à obtenir cette distinction. Trois ans plus tard, en 1978, Michel d'Ornano, alors ministre de la culture, l'a nommé chevalier des Arts et des Lettres à Saint-Germain-en-Laye.
Après avoir vaincu un premier cancer, Alexis Gruss senior est décédé le 3 février 1985 d'une rechute de sa maladie à l'hôpital Saint-Antoine de Paris dans le 12e. Il repose à Reims au Cimetière de l'Est, aux côtés de ses fils Gilbert, Rodolphe, Armand, de son épouse et mère de ses enfants Lucienne Beautour, ainsi que de son gendre Tony Bertolazzi. La famille Grüss passait ses quartiers d'hiver à Reims, jusqu'en 1969.

## Famille
Alexis Gruss senior épousa Lucienne Beautour (1914-1998), contorsionniste et équilibriste.
Enfants : Arlette (1930-2006), Philippe (1935-1996), Gilbert-Alexandre (1937-1939), Rodolphe (1938-1964), Yolande-Florence (1940-), Christiane (1944-), Armand (1946-1982), Patricia (1948-), Lucien (1951-). 
Son neveu et filleul Alexis Gruss (1944-2024) a fondé le 25 mai 1974 le « Cirque à l'Ancienne » — devenu en 1983 le Cirque National Alexis Grüss.
En 1985, après la mort de son père, Arlette Gruss décida de créer son propre établissement, tout d'abord avec sa sœur Christiane en Irlande, qui se stoppera la même année. De retour en France elle créera sa propre enseigne qui perdure sous le nom de cirque Arlette Gruss dirigé, depuis son décès, par son fils cadet Gilbert Mummolo, dit Gilbert Gruss et son second mari Georgika Kobann.
En 1988, Christiane Gruss a lancé, en Belgique, avec son second mari René Chabre, grand clown connu sous le nom de René French et originaire de ce pays, le Cirque Fantasia.
L'enseigne sera transformée en Cirque Christiane Grüss en 1989, à son arrivée en France, et arrêtera en 1997. D'une première union avec Tony Bertolazzi (qui meurt tragiquement en 1971), elle a deux fils Rodolphe né en 1966 et Tony né en 1970 ce dernier a créé et dirigé Arcade Reception en Seine-et-Marne[réf. nécessaire].

## Le cirque des frères Gruss et Lucien Jeannet

### Histoire du cirque
À partir de 1943 et après six belles saisons sous l'enseigne Grüss-Jeannet, en 1949, Louis Merlin à la tête de Radio Luxembourg, Roger Audiffred et Jean Coupan, crée le Radio Circus en passant contrat avec la « Société Parisienne de Spectacles » créée par Emile Audiffred. 
Le Radio Circus, cirque itinérant, dont la première fut donnée le 22 mars 1949, présente un spectacle en deux parties : du cirque traditionnel sous la houlette des frères Alexis, André Grüss et de Lucien Jeannet puis des jeux radiophoniques organisés et diffusés par Radio Luxembourg avec ses meilleurs speakers.
Le Radio Circus présentait entre autres un nombre de numéros produits par les familles Grüss et Jeannet :
la cavalerie en liberté d'Alexis Grüss et la capriole,
la haute-école de ses fils Rodolphe et Philippe Gruss,
le trapèze de sa fille Arlette Gruss,
le numéro de clowns de son frère André Gruss,
le numéro de chiens de Lucien Jeannet.
Philippe Gruss devint ensuite dompteur de panthères.
Dès 1957, le comédien Jean Richard s'était associé avec les Gruss-Jeannet.
En 1957-58, ils tournèrent avec Jean Richard en vedette et la participation d'Albert Préjean en Monsieur Loyal, sans le concours de Radio Luxembourg mais avec le concours d'Europe N°1 qui débutait grâce à Louis Merlin.
Jean Richard y faisait une présentation d'éléphants et de lions (quatre lions remplacés par six lionnes ultérieurement), et il y interprétait aussi ses sketches de cabaret.
Uniquement pendant ces deux saisons, Radio Luxembourg travailla avec Bouglione. Dès 1959, Radio Luxembourg revint sous l'enseigne des Gruss-Jeannet, Le Grand Cirque de France, pour ne plus les quitter jusqu'en 1965.
En 1961, les Gruss-Jeannet créent Ben-Hur vivant, dont la première fut donnée au Palais des sports de Paris, le 20 décembre 1961.
Le spectacle fut repris en tournée par le Grand Cirque de France jusqu'en 1965.
Parcourant la France, l'Espagne et la Belgique, le spectacle tint quatre saisons, de 1961 à 1965.
L'association avec Jean Richard fut expérimentée une nouvelle fois durant l'hiver 1964 au Palais des sports de Paris.
En 1965, les dirigeants du cirque suisse City Circus s'associent avec Lucien Jeannet et les frères Alexis et André Grüss, ces derniers faisant toute la saison en Suisse sous cette enseigne avec leur Grand Cirque de France.
En 1966, une partie de ce cirque revient en Suisse, dirigé par André Gruss. À la mi-juillet, après une halte à Lausanne, tout le matériel repasse la frontière, et l'enseigne du City Circus disparait après le retour en France.
En 1967, au Circorama Achille Zavatta toujours dirigé par les Gruss-Jeannet, Arlette prenait la succession de son frère Philippe dans la cage aux panthères.
De nouveau, l'association avec Jean Richard est reprise en 1968 mais sous une forme différente (aide technique, logistique matérielle). Les Gruss-Jeannet étant aux prises avec des difficultés financières, c'est désormais Jean Richard qui dirige.
En 1969, il achètera son propre matériel, montera définitivement son cirque, dont l'inauguration eut lieu le 28 avril 1969, et tournera à partir de mai 1969 en toute indépendance.
1969 est aussi l'année où les deux frères Alexis Gruss et André Gruss se séparent. Lucien Jeannet, lui, ne tourne plus depuis quelques années et demeure à Bavans tout en restant dans l'association.
Alexis Gruss passera à la concurrence avec sa famille et la cavalerie du cirque. En 1970, ils entrent tous dans le Cirque Jean Richard pour présenter les numéros de cavalerie.
André Gruss et sa famille continuent avec les véhicules et le matériel restant de l'enseigne d'alors, le Grand Cirque de France.
André et sa descendance essayèrent de poursuivre l'exploitation difficile du Grand Cirque de France sans support publicitaire.
Son fils Alexis Gruss, s'étant marié, récupère auprès de son beau-frère Bouglione un stock d'affiches à l'enseigne de Cirque national, y accole le nom de Gruss et ainsi est né, en 1971 à Montoir, le premier cirque Cirque National Gruss.
En 1972, l'association avec Roger Lanzac, sous l'enseigne de La Piste d'Or se terminera par la faillite du cirque.

### Chronologie des enseignes
- 1943-1948 : Cirque Gruss-Jeannet
- 1949-1955 : Radio Circus
- 1956 : Cirque Medrano "voyageur"
- 1957-1958 : Cirque-Zoo Jean Richard ou le Cirque des Vedettes
- 1959-1965 : Grand Cirque de France
- 1961 : Ben-Hur vivant au Palais des sports de Paris
- 1962-1965 : spectacle Ben-Hur vivant repris par le Grand Cirque de France
- 1965-1966 : City Circus
- 1967 : Circorama Achille Zavatta
- 1968 : Cirque Jean Richard
- 1969 : Grand Cirque de France
- 1971 : Cirque national Gruss
- 1972 : La Piste d'Or